# Río Maimakan
El río Maimakan (también transliterado como Maymakan o Majmakan) (en ruso, Маймакан) es un río del noroeste asiático que discurre por la Siberia Oriental rusa, un afluente de la margen izquierda del río Maya, a su vez afluente del río Aldan y éste del curso medio del río Lena. Tiene una longitud de 421 km y drena una cuenca de 18.900 km².
Administrativamente, discurre íntegramente por el krai de Jabárovsk de la Federación de Rusia.

## Geografía
El río Maimakan nace en la vertiente occidental de los montes Dzhugdzhur, a menos de 50 km de la costa del mar de Ojotsk. Sin embargo, se adentra en el continente y sus aguas acabarán vertiendo tras un largo recorrido de varios miles de kilómetros en el Ártico, en el mar de Láptev. Discurre primero en dirección norte, pasando cerca de la localidad que le da nombre Maimakan. Recibe después por la derecha al río Maguel y más adelante, por la izquierda, al Chumikan. Desagua en el río Uchur cerca de otra localidad que también lleva su nombre, Maimakan. En su recorrido discurre por una región muy poco habitada, sin que haya ninguna localidad de cierta importancia. 
El río está habitualmente congelado desde octubre hasta mayo. 